# غلزائي

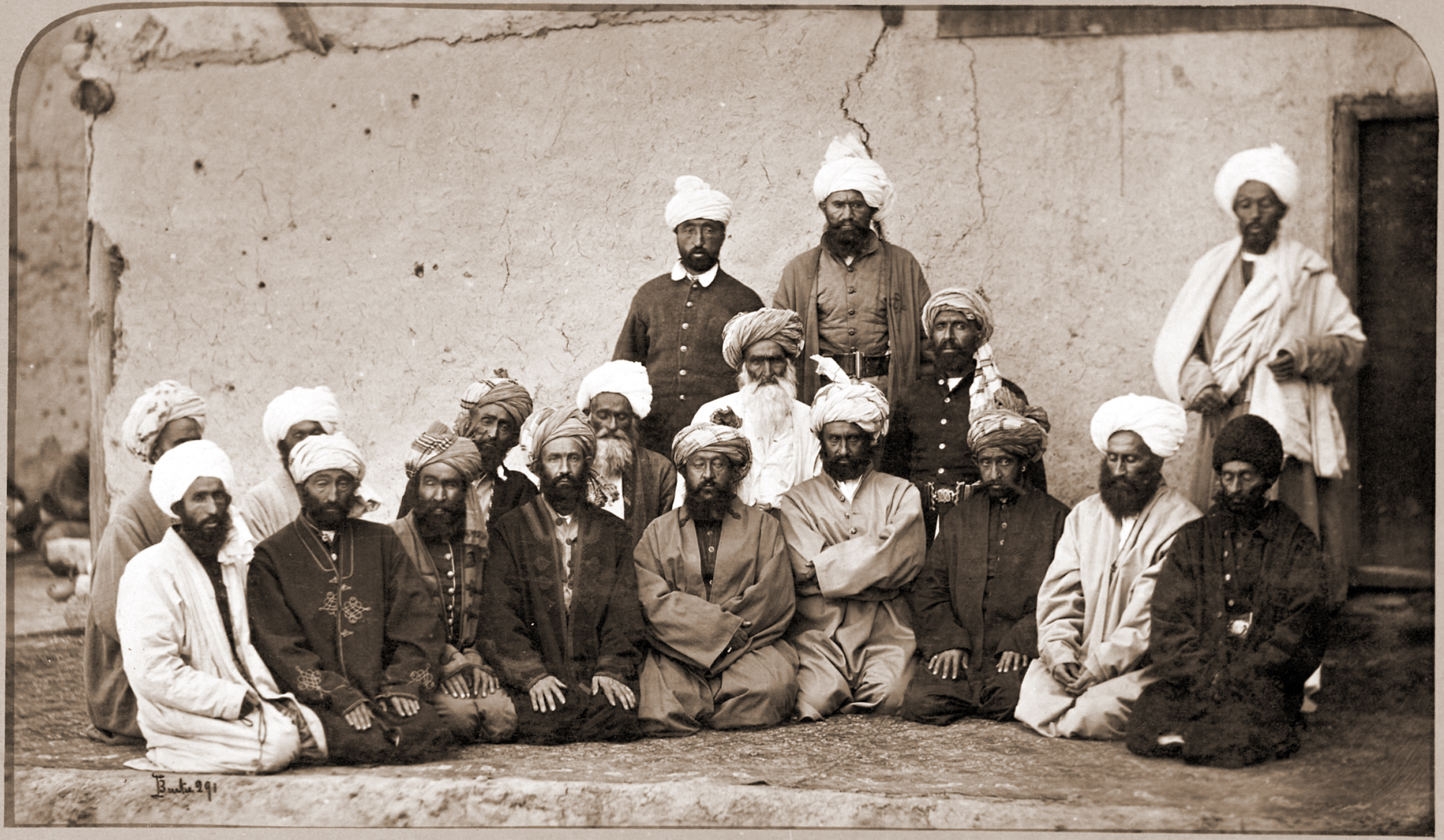

غلزائي أو غلجائي هو اسم قبيلة بشتونية كبيرة، مركزها هو جنوب غرب أفغانستان، بين قندهار وغزنة، وتمتد مناطقها إلى الشرق نحو سلسلة جبال سليمان داخل باكستان. يدين معظم أهل القبيلة بالإسلام على المذهب السني وعلى منهج أبي حنيفة النعمان.